# Чудовичі
Чудовичі (пол. Czudowice) — село на Закерзонні, в Польщі, у гміні Розвинниця Ярославського повіту Підкарпатського воєводства.
Населення — 238 осіб (2011).

## Розташування
Знаходиться в західній частині Надсяння. Розташоване на відстані 3 км на північ від адміністративного центру ґміни Розвинниці, 14 км на південний захід від повітового центру Ярослава і 38 км на схід від воєводського центру Ряшева. Через село проходить воєводська дорога № 880. Лежить над річкою Молочкою — правою притокою Віслоку.

## Історія
Село вперше згадується в середині XV ст.
За податковим реєстром 1515 р. в селі Чудовичі були 3 лани (коло 75 га) оброблюваної землі та млин.
За податковим реєстром 1589 р. в селі були 2 лани (коло 50 га) оброблюваної землі, 3 загородників без земельних ділянок і 5 коморників без тяглової худоби. До 1772 року Чудовичі входили до складу Перемишльської землі Руського воєводства Королівства Польського.
Відповідно до «Географічного словника Королівства Польського» в 1880 р. Чудовичі знаходились у Ярославському повіті Королівства Галичини і Володимирії. Українці-грекокатолики належали до парафії Полнятичі Порохницького деканату Перемишльської єпархії.
Після розпаду Австро-Угорщини і утворення 1 листопада 1918 р. Західноукраїнської Народної Республіки Чудовичі разом з усім Надсянням були окуповані Польщею в результаті кривавої війни. За переписом 30 вересня 1921 р. в селі були 419 жителів, з них 240 були греко-католиками, а 179 — римо-католиками. Чудовичі входили до Ярославського повіту Львівського воєводства, в 1934—1939 рр. — у складі ґміни Розьвениця. На 1.01.1939 в селі проживало 470 мешканців, з них 260 українців і 210 поляків. На той час унаслідок півтисячоліття латинізації та полонізації українці Чудович утратили розмовну українську мову, хоча їх більшість ще зберігала греко-католицьку віру й усвідомлення свої національності. Українці-грекокатолики належали до парафії Розбір Округлий Порохницького деканату Перемишльської єпархії.
16 серпня 1945 року Москва підписала й опублікувала офіційно договір з Польщею про встановлення лінії Керзона українсько-польським кордоном. Українці не могли протистояти антиукраїнському терору після Другої світової війни. 87 українців (25 родин) добровільно-примусово виселили в СРСР. Решта українців попала в 1947 році під етнічну чистку під час проведення Операції «Вісла» і була депортована на понімецькі землі у західній та північній частині польської держави, що до 1945 належали Німеччині.
У 1975—1998 роках село належало до Перемишльського воєводства.

## Демографія
Демографічна структура станом на 31 березня 2011 року:
|          | Загалом | Допрацездатний вік | Працездатний вік | Постпрацездатний вік |
| -------- | ------- | ------------------ | ---------------- | -------------------- |
| Чоловіки | 116     | 28                 | 77               | 11                   |
| Жінки    | 122     | 21                 | 69               | 32                   |
| Разом    | 238     | 49                 | 146              | 43                   |